# الحمراء (حماة)
الحمراء قرية وناحية تتبع منطقة حماة في محافظة حماة في سورية. بلغ عدد سكان الناحية 32,604 نسمة حسب تعداد عام 2004.